# 一本杉白山神社
一本杉白山神社（いっぽんすぎはくさんじゃ）は、岐阜県高山市八軒町に鎮座する神社（白山神社）。
「一本杉神社」「高山白山神社」とも称する。

## 概要
八軒町及び有楽町の一部（浦町）産土神社である。
創建時期は不詳。大宝年間、役小角がこの地に杉を逆さに立て、白山の遥拝所としたのが始まりと伝わる。この逆杉はやがて根付き、白山神社の起源になったという。
天正年間に金森長近により再興。その後高山陣屋が一本杉白山神社の氏子の地内（八軒町）に設置されたこともあり、歴代領主の崇敬を受けている。
明暦三年（1657年）に社殿を修造し、天照皇大御神、気吹戸主神、神直日神、大直日神を合祀する。
1871年（明治4年）に村社となる。1914年（大正3年）に境内に陣屋稲荷神社が移転し、境内の一部が陣屋稲荷神社の境内となる。
1948年（昭和23年）に岐阜県神社庁より銀幣社の指定を受ける。

## 主祭神
- 菊理姫命
- 伊邪那岐命
- 伊邪那美命

## 相殿祭神
- 天照皇大御神
- 気吹戸主神
- 神直日神
- 大直日神

## 文化財
- 一本杉白山神社拝殿

神仏混交時代の建造物。天保十年（1839年）建築。1958年（昭和33年）9月27日に高山市の文化財に指定される。

## 天然記念物
- 高山白山神社の矢立スギ

「逆杉」または「一本杉」と呼ばれる推定1200年の杉の古木。慶応二年（1866年）8月の暴風雨で枝が折れたときに尖根鏃（建長年間のものと推測）が発見されている。
1957年（昭和32年）3月25日に岐阜県の天然記念物に指定される。